# Happisburgh Lighthouse
Happisburgh Lighthouse ist der Name des ältesten funktionstüchtigen Leuchtturms in East Anglia. 

## Geschichte
Der Leuchtturm wurde im Jahr 1790 gebaut, nachdem im Winter 1789 während eines schweren Sturms nicht weniger als 70 Segelschiffe vor der Küste von Norfolk verunglückt und rund 600 Menschen umgekommen waren. Zwischen Cromer und Winterton gab es damals noch keinerlei Leuchtfeuer. Trinity House, die zuständige Behörde, verfügte nach einer Untersuchung der Unfälle die Einrichtung von zwei Leuchtfeuern in Happisburgh.
Bis 1883 hatte Happisburgh dann zwei Leuchtfeuer, das eine 134 Fuß über dem Meeresspiegel, das andere 20 Fuß tiefer. Die beiden Leitlichter sollten Seefahrer sicher um das südliche Ende der Haisborough Sands leiten. Auf das „Low Light“ wurde ab 1883 verzichtet; sein Standort war durch die Küstenerosion nicht mehr sicher.
Das andere Leuchtfeuer ist nach wie vor in Betrieb. Alle 30 Sekunden werden drei weiße Blitze wiederholt, zwischen denen jeweils eine Pause von anderthalb Sekunden liegt. Sie sind bis zu einer Entfernung von 18 Meilen wahrzunehmen.
Der Leuchtturm, mittlerweile weiß gestrichen und mit drei roten Streifen versehen, wird nur noch durch freiwillige Spenden unterhalten.
Die beiden Leuchttürme, die 1790 gebaut worden waren, waren ab 1791 in Betrieb. Die Lampen wurden damals mit Öl betrieben und besaßen polierte Reflektoren. Im Jahr 1868 wurden neue Laternen mit diagonalen Rahmen eingebaut. Außerdem wurden die Lampen mit einer zentralen Linse und zahlreichen Prismen ausgestattet. Happisburghs Leuchtfeuer gaben damals noch keine Blitzsignale, sondern leuchteten stetig. Das „High Light“ war damit 17 Meilen weit zu sehen, das „Low Light“ 15 Meilen weit. 
1872 erfolgte die Umstellung auf Gasbetrieb. Das Gas für die Lampen wurde auf dem Gelände der Leuchtfeuer produziert und in zwei großen Behältern gelagert. Nachdem 1883 das „Low Light“ aus dem Betrieb genommen und abgebaut worden war, wurde das Lichtzeichen des verbliebenen Leuchtturms geändert. Das Leuchtfeuer war jetzt immer 25 Sekunden in Betrieb und wurde dann für 5 Sekunden ausgeschaltet. 1884 wurde außerdem der Anstrich geändert, damit der Leuchtturm auch bei Tag leicht von dem in Winterton zu unterscheiden war. Seit damals trägt der weiße Turm die drei roten Streifen. 
1910 stellte man die Beleuchtung auf Paraffin um, 1929 auf Acetylen. Damit war keine ständige Betreuung des Turmes mehr nötig und die Behausungen der Leuchtturmwärter konnten verkauft werden. Seit 1947 wird das Leuchtfeuer elektrisch betrieben. Die 500-Watt-Lampe, die damals eingebaut wurde, hatte eine Reichweite von 18 Meilen. Das Stand-by-Licht wurde zwar weiter mit Acetylen betrieben, aber das Blitzsignal, das nun eingeführt wurde, wurde mit der neuen Lampe gegeben.
Nachdem Trinity House im Jahr 1988 beschlossen hatte, zahlreiche Leuchtfeuer aus dem Betrieb zu nehmen, schien das Ende des Leuchtturms von Happisburgh gekommen. Er stand auf der Liste der abzuschaffenden Leuchtfeuer und sollte seinen Dienst am 13. Juni 1988 beenden.
Die Behörde hielt den Leuchtturm für überflüssig, weil Schiffe mittlerweile über modernere Navigationshilfen verfügten. Auf eine Petition der ortsansässigen Kay Swann hin, die offenbar überzeugend auf die Gefahren für die Schifffahrt auf diesem Abschnitt der Nordsee hinweisen konnte, wurde aber die Abschaffung dieses Leuchtfeuers zunächst verschoben. Zugleich war eine Vereinigung von Freunden des Happisburgh Lighthouse gegründet worden. Der Leuchtturm war aufgrund des „Merchant Shipping Acts“ von 1894 nur zu retten, indem man ihn privatisierte. Dieser Vorgang kostete 15.000 Pfund, die durch eine Spendenkampagne bzw. durch eine Spende der NatWest Bank beschafft werden konnten. Am 25. April 1990 wurde das Happisburgh Lighthouse zum einzigen unabhängig betriebenen Leuchtturm Großbritanniens. Der Happisburgh Lighthouse Trust wurde als Betreiber eingesetzt.
Queen Elizabeth II. besuchte den Leuchtturm am 20. Juli desselben Jahres. Im Zuge des BBC-Programms Challenge Anneka wurde der Leuchtturm im August 1990 innen und außen frisch angestrichen. Im Jahr darauf wurde das 200. Jubiläum des Leuchtturms gefeiert. Für Besucher des historischen Leuchtturms steht in unmittelbarer Nähe ein Parkplatz zur Verfügung. 96 Stufen führen in den Raum unter der Laterne.